# Nadagara subnubila
Nadagara subnubila là một loài bướm đêm trong họ Geometridae.